# Grande Prêmio da Itália de 2019 (MotoGP)
O Grande Prêmio da MotoGP da Itália de 2019 ocorreu em 02 de junho.

## Resultados

### Classificação MotoGP
| Pos | Piloto           | Equipe                       | Moto    | Tempo     | Pontos |
| --- | ---------------- | ---------------------------- | ------- | --------- | ------ |
| 1   | Danilo Petrucci  | Mission Winnow Ducati        | Ducati  | 41'33.794 | 25     |
| 2   | Marc Marquez     | Repsol Honda Team            | Honda   | +0.043    | 20     |
| 3   | Andrea Dovizioso | Mission Winnow Ducati        | Ducati  | +0.338    | 16     |
| 4   | Alex Rins        | Team SUZUKI ECSTAR           | Suzuki  | +0.535    | 13     |
| 5   | Takaaki Nakagami | LCR Honda IDEMITSU           | Honda   | +6.535    | 11     |
| 6   | Maverick Viñales | Monster Energy Yamaha MotoGP | Yamaha  | +7.481    | 10     |
| 7   | Michele Pirro    | Mission Winnow Ducati        | Ducati  | +13.288   | 9      |
| 8   | Cal Crutchlow    | LCR Honda CASTROL            | Honda   | +13.937   | 8      |
| 9   | Pol Espargaro    | Red Bull KTM Factory Racing  | KTM     | +16.533   | 7      |
| 10  | Fabio Quartararo | Petronas Yamaha SRT          | Yamaha  | +17.994   | 6      |
| 11  | Aleix Espargaro  | Aprilia Racing Team Gresini  | Aprilia | +20.523   | 5      |
| 12  | Joan Mir         | Team SUZUKI ECSTAR           | Suzuki  | +20.544   | 4      |
| 13  | Jorge Lorenzo    | Repsol Honda Team            | Honda   | +20.813   | 3      |
| 14  | Karel Abraham    | Reale Avintia Racing         | Ducati  | +27.298   | 2      |
| 15  | Andrea Iannone   | Aprilia Racing Team Gresini  | Aprilia | +28.051   | 1      |
| 16  | Miguel Oliveira  | Red Bull KTM Tech 3          | KTM     | +30.101   | 0      |
| 17  | Johann Zarco     | Red Bull KTM Factory Racing  | KTM     | +41.857   | 0      |

### Classificação Moto2
| Pos | Piloto                | Equipe                       | Moto      | Tempo     | Pontos |
| --- | --------------------- | ---------------------------- | --------- | --------- | ------ |
| 1   | Alex Marquez          | EG 0,0 Marc VDS              | Kalex     | 39'31.262 | 25     |
| 2   | Luca Marini           | SKY Racing Team VR46         | Kalex     | +1.928    | 20     |
| 3   | Thomas Luthi          | Dynavolt Intact GP           | Kalex     | +2.242    | 16     |
| 4   | Lorenzo Baldassarri   | FLEXBOX HP 40                | Kalex     | +3.653    | 13     |
| 5   | Augusto Fernandez     | FLEXBOX HP 40                | Kalex     | +3.973    | 11     |
| 6   | Enea Bastianini       | Italtrans Racing Team        | Kalex     | +3.985    | 10     |
| 7   | Jorge Navarro         | MB Conveyors Speed Up        | Speed Up  | +4.986    | 9      |
| 8   | Marcel Schrotter      | Dynavolt Intact GP           | Kalex     | +6.215    | 8      |
| 9   | Sam Lowes             | Federal Oil Gresini Moto2    | Kalex     | +11.466   | 7      |
| 10  | Fabio Di Giannantonio | MB Conveyors Speed Up        | Speed Up  | +13.050   | 6      |
| 11  | Mattia Pasini         | Petronas Sprinta Racing      | Kalex     | +13.934   | 5      |
| 12  | Xavi Vierge           | EG 0,0 Marc VDS              | Kalex     | +17.176   | 4      |
| 13  | Remy Gardner          | ONEXOX TKKR SAG Team         | Kalex     | +19.894   | 3      |
| 14  | Tetsuta Nagashima     | ONEXOX TKKR SAG Team         | Kalex     | +20.055   | 2      |
| 15  | Brad Binder           | Red Bull KTM Ajo             | KTM       | +20.591   | 1      |
| 16  | Jorge Martin          | Red Bull KTM Ajo             | KTM       | +20.672   | 0      |
| 17  | Dominique Aegerter    | MV Agusta Idealavoro Forward | MV Agusta | +24.081   | 0      |
| 18  | Andrea Locatelli      | Italtrans Racing Team        | Kalex     | +26.677   | 0      |
| 19  | Bo Bendsneyder        | NTS RW Racing GP             | NTS       | +36.831   | 0      |
| 20  | Lukas Tulovic         | Kiefer Racing                | KTM       | +41.874   | 0      |
| 21  | Philipp Oettl         | Red Bull KTM Tech 3          | KTM       | +44.611   | 0      |
| 22  | Steven Odendaal       | NTS RW Racing GP             | NTS       | +45.131   | 0      |
| 23  | Marco Bezzecchi       | Red Bull KTM Tech 3          | KTM       | +45.136   | 0      |
| 24  | Dimas Ekky Pratama    | IDEMITSU Honda Team Asia     | Kalex     | +1'01.819 | 0      |
| 25  | Xavi Cardelus         | Sama Qatar Angel Nieto Team  | KTM       | +1'40.942 | 0      |

### Classificação Moto3
| Pos | Piloto              | Equipe                      | Moto  | Tempo     | Pontos |
| --- | ------------------- | --------------------------- | ----- | --------- | ------ |
| 1   | Tony Arbolino       | VNE Snipers                 | Honda | 39'29.874 | 25     |
| 2   | Lorenzo Dalla Porta | Leopard Racing              | Honda | +0.029    | 20     |
| 3   | Jaume Masia         | Bester Capital Dubai        | KTM   | +0.078    | 16     |
| 4   | Niccolò Antonelli   | SIC58 Squadra Corse         | Honda | +0.156    | 13     |
| 5   | Dennis Foggia       | SKY Racing Team VR46        | KTM   | +0.267    | 11     |
| 6   | John Mcphee         | Petronas Sprinta Racing     | Honda | +0.403    | 10     |
| 7   | Aron Canet          | Sterilgarda Max Racing Team | KTM   | +0.559    | 9      |
| 8   | Tatsuki Suzuki      | SIC58 Squadra Corse         | Honda | +0.595    | 8      |
| 9   | Celestino Vietti    | SKY Racing Team VR46        | KTM   | +1.566    | 7      |
| 10  | Darryn Binder       | CIP Green Power             | KTM   | +1.597    | 6      |
| 11  | Raul Fernandez      | Sama Qatar Angel Nieto Team | KTM   | +2.519    | 5      |
| 12  | Albert Arenas       | Sama Qatar Angel Nieto Team | KTM   | +2.554    | 4      |
| 13  | Sergio García       | Estrella Galicia 0,0        | Honda | +2.578    | 3      |
| 14  | Jakub Kornfeil      | Redox PruestelGP            | KTM   | +22.830   | 2      |
| 15  | Makar Yurchenko     | BOE Skull Rider Mugen Race  | KTM   | +26.669   | 1      |
| 16  | Gerry Salim         | Honda Team Asia             | Honda | +26.745   | 0      |
| 17  | Ryusei Yamanaka     | Estrella Galicia 0,0        | Honda | +26.777   | 0      |
| 18  | Can Oncu            | Red Bull KTM Ajo            | KTM   | +26.779   | 0      |
| 19  | Vicente Perez       | Reale Avintia Arizona 77    | KTM   | +26.873   | 0      |
| 20  | Filip Salac         | Redox PruestelGP            | KTM   | +29.782   | 0      |
| 21  | Riccardo Rossi      | Kömmerling Gresini Moto3    | Honda | +51.331   | 0      |